# 杭州大会展中心
杭州大会展中心位于杭州萧山临空经济示范区北部，地处钱塘江下游东南岸的南阳街道。由临空建投集团和招商蛇口联手运营，目标是成为国内外一流大型会展中心。杭州将以大会展中心为核心、南阳街道全境为区域范围打造会展新城。

## 简介
中心占地面积约1110亩，总建筑面积约124万平米，地上约84万平米，以杭扇和丝绸为主要设计概念，总投资约200亿元，共有12个展馆、18个展厅，室内展出面积30万平米，展出规模位列浙江第一、全国第五。其中一期占地530亩，建筑面积约64万平米，有8个展馆、10个展厅，净展面积15.5万平米，可设置5900个标准展位。
一期于2020年12月30日正式开工，2024年4月底一期完工。7月12日中心正式启用。2024年9月，中心正式全面投入运营。
- 杭州大会展中心远眺
- 杭州大会展中心一角
- 东登录厅外观
- 中登录厅外观
- 中登录厅内部
- 中庭
- 中庭
- 7B展厅
- 中部走廊

## 交通
- 机场: 约距杭州萧山国际机场3公里。
- 地铁:  █ 1号线 杭州大会展中心站、港城大道站
- 道路: 会展北路(北侧地下停车场入口)、会展南路(南侧地下停车场入口)、滨江二路(东登录大厅)、港城大道(东登录大厅)、杭绍甬高速

## 会展活动
自2024年7月起陆续有许多会展活动在此举办。
2024年
- 7月12日-14日，第二届浙江(杭州)国际宠物展[7]
- 7月12日-14日，中国杭州国际汽车产业链博览会暨首届汽配及售后
- 9月25日-29日，第三届全球数字贸易博览会[8]（前两届在杭州国际博览中心举办）
- 10月3日—4日 & 6日-7日，第三十届Comicup漫展（此前大多在上海举办）[9]